# Brioni Nemzeti Park

Térkép

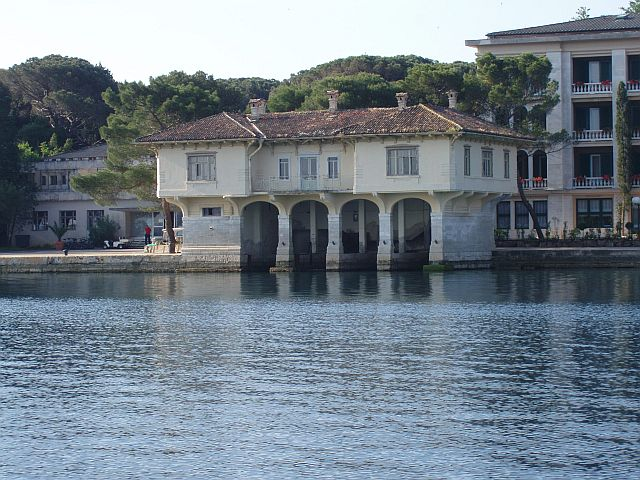
Brioni

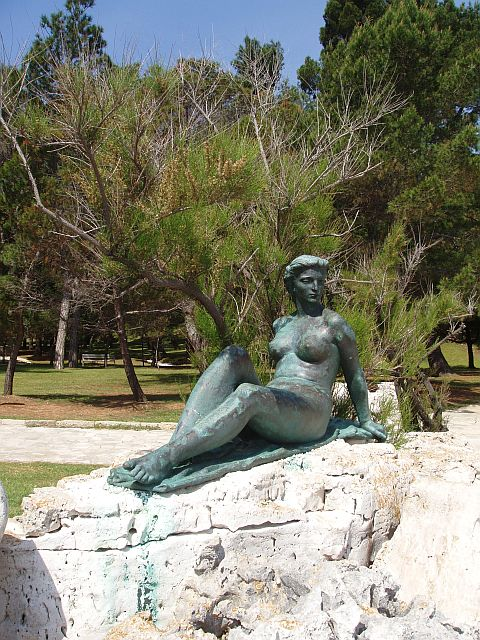
Brioni

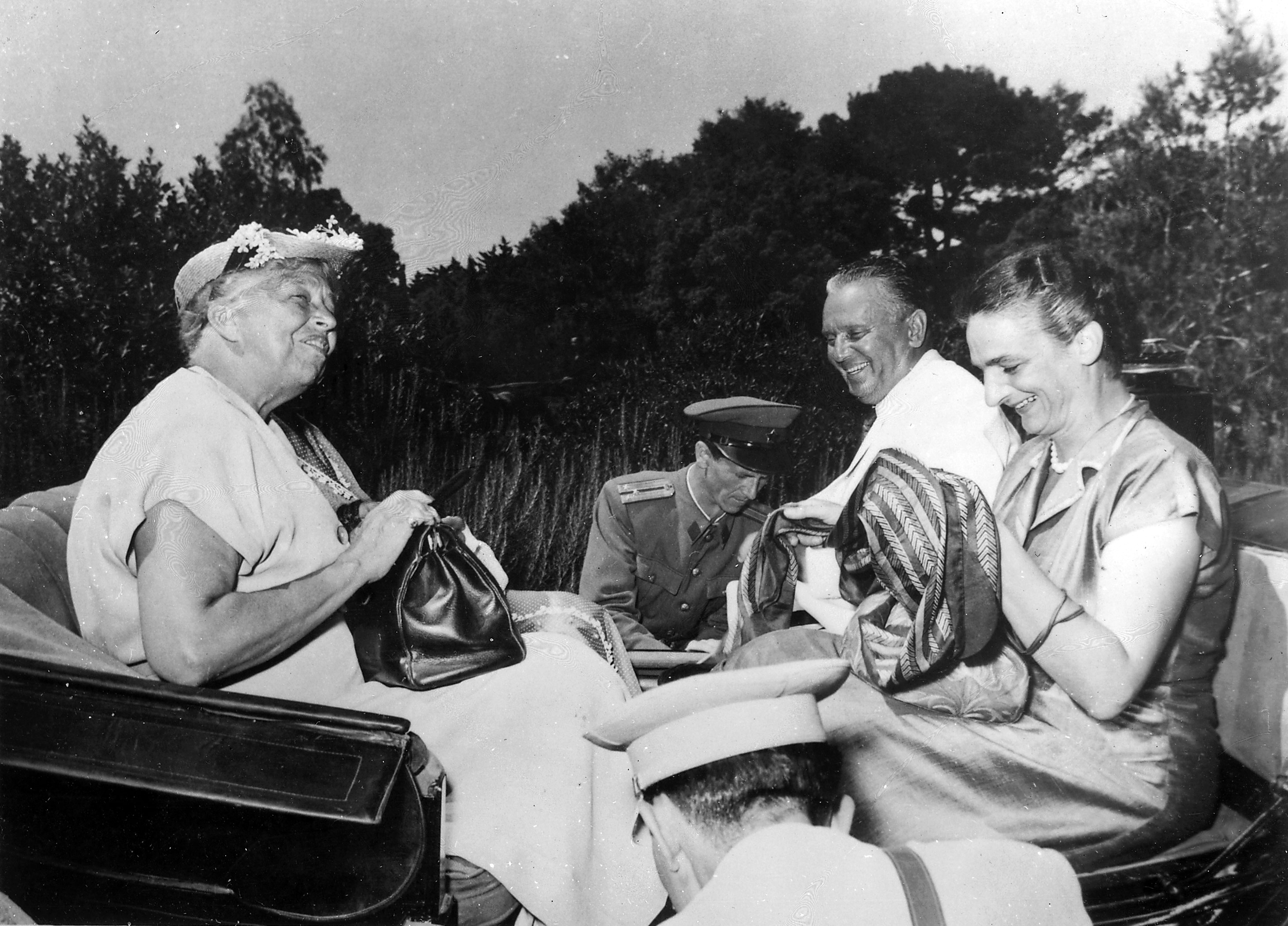
Eleanor Roosevelt és Tito

A Brioni Nemzeti Park Horvátországban található.

## Földrajzi viszonyok
A Pólától nyugatra található, 14 szigetből álló Brijuni-szigetcsoport alkotja a Brioni (Brijuni) Nemzeti Parkot. A természeti, történelmi és kulturális örökség sajátos együttesét magába foglaló szigetcsoportot a szárazföldtől a keskeny Fažanai-csatorna választja el.

## A régmúlt
A kedvező éghajlati adottságoknak köszönhetően a szigetek már a történelem előtti korban benépesültek. A római időkben az i. e. 2. századtól látványos fejlődés vette kezdetét a területen, a gazdag polgárok előszeretettel választották lakóhelyül a szigeteket. Ennek az időszaknak az emlékei napjainkban is láthatók: a római kori villák romjai mellett egy Vénusz-szentély maradványai is megtekinthetők. A középkor építészeti emléke egy bizánci erődítmény és egy hatodik századi bazilika.

## A szigetek elnéptelenedése
1331-ben Isztria többi részéhez hasonlóan ez a terület is velencei uralom alá került. A 18. századra a malária következtében elnéptelenedtek a szigetek, az életben maradtak rövid idő alatt elköltöztek.

## Felvirágzása a 19. század végén
A 19. századra utolsó évtizedében egy osztrák gyáros, Paul Kupelweiser vásárolta meg a szigeteket egy olasz iparostól. Ő hívta ide Robert Kochot, a későbbi Nobel-díjast a maláriaszúnyogok kiirtása végett. Nem sokkal később Kupelweiser valósággal felvirágoztatta a térséget, elegáns nyaralóterületet hozott létre, szállodákkal, szabadidős létesítményekkel, köztük arborétummal és vadasparkkal.

## A második világháborútól napjainkig
A második világháború után Tito itt alakította ki magánrezidenciáját, ettől kezdve csak magas rangú állami vendégek látogathattak ide. Tito halála után három évvel, 1983-ban nemzeti parkká nyilvánították a szigeteket és 1985-ben a nagyközönség előtt is újból megnyitották. A nemzeti park ebben az esetben nem az ősi, érintetlen természet megőrzését és bemutatását szolgálja, hanem mint fontos nemzeti érték szerepel, természeti és kultúrtörténeti szempontból egyaránt.
A turizmus számára Veliki Brijun szigete nyitott, elektromos kisvonattal lehet végigjárni a főbb látnivalókat:
- szafaripark
- bizánci erődítmény maradványai
- St. Germain templom (1481)
- középkori lakótorony
- Tito Brijuniban című kiállítás: fotótárlat és állatbemutató, melyben látványos környezetbe helyezve azokat az egzotikus állatokat lehet megtekinteni kitömött állapotukban, melyeket a marsall egykoron vendégeitől kapott ajándékba.